# Rodrigo Bonora
Rodrigo Bonora, vollständiger Name Rodrigo Fabián Bonora Lemes, (* 26. Oktober 1995 in Montevideo) ist ein uruguayischer Fußballspieler.

## Karriere
Der 1,79 Meter große Torhüter Bonora wurde Anfang Oktober 2015 von Centro Atlético Fénix an den Zweitligisten Club Atlético Progreso ausgeliehen. Dort debütierte er unter Trainer Fabián Charreau am 22. November 2015 mit einem Startelfeinsatz bei der 0:4-Auswärtsniederlage gegen Boston River in der Segunda División. Dies blieb sein einziger Pflichtspieleinsatz für den Klub. Zum Jahresanfang 2016 kehrte er zu Fénix zurück.